# Cú lùn
Cú lùn (Micrathene whitneyi) là một loài chim thuộc chi đơn loài Micrathene trong họ Strigidae.

## Phân loài
- Micrathene whitneyi graysoni Ridgway, 1886 (extinct)
- Micrathene whitneyi idonea (Ridgway, 1914)
- Micrathene whitneyi sanfordi (Ridgway, 1914)
- Micrathene whitneyi whitneyi (J. G. Cooper, 1861)